# Draft de l'NBA del 2007
El Draft de l'any 2007 de l'NBA es va celebrar el 28 de juny al pavelló Washington Mutual del Madison Square Garden de Nova York, als Estats Units.

## Primera Ronda
| Posició | Jugador            | Nacionalitat         | Equip NBA                              | Universitat/Equip Anterior |
| ------- | ------------------ | -------------------- | -------------------------------------- | -------------------------- |
| 1       | Greg Oden          | Estats Units         | Portland Trail Blazers                 | Ohio State                 |
| 2       | Kevin Durant       | Estats Units         | Seattle SuperSonics                    | Texas                      |
| 3       | Al Horford         | República Dominicana | Atlanta Hawks                          | Florida                    |
| 4       | Mike Conley, Jr.   | Estats Units         | Memphis Grizzlies                      | Ohio State                 |
| 5       | Jeff Green         | Estats Units         | Boston Celtics (cap a Seattle)         | Georgetown                 |
| 6       | Yi Jianlian        | R.P. de la Xina      | Milwaukee Bucks                        | Guangdong Southern Tigers  |
| 7       | Corey Brewer       | Estats Units         | Minnesota Timberwolves                 | Florida                    |
| 8       | Brandan Wright     | Estats Units         | Charlotte Bobcats (cap a Golden State) | North Carolina             |
| 9       | Joakim Noah        | Estats Units         | Chicago Bulls (de New York)            | Florida                    |
| 10      | Spencer Hawes      | Estats Units         | Sacramento Kings                       | Washington                 |
| 11      | Acie Law IV        | Estats Units         | Atlanta Hawks (de Indiana)             | Texas A&M                  |
| 12      | Thaddeus Young     | Estats Units         | Philadelphia 76ers                     | Georgia Tech               |
| 13      | Julian Wright      | Estats Units         | New Orleans Hornets                    | Kansas                     |
| 14      | Al Thornton        | Estats Units         | Los Angeles Clippers                   | Florida State              |
| 15      | Rodney Stuckey     | Estats Units         | Detroit Pistons (de Orlando)           | Eastern Washington         |
| 16      | Nick Young         | Estats Units         | Washington Wizards                     | USC                        |
| 17      | Sean Williams      | Estats Units         | New Jersey Nets                        | Boston College             |
| 18      | Marco Belinelli    | Itàlia               | Golden State Warriors                  | Fortitudo Bologna          |
| 19      | Javaris Crittenton | Estats Units         | Los Angeles Lakers                     | Georgia Tech               |
| 20      | Jason Smith        | Estats Units         | Miami Heat (cap a Philadelphia)        | Colorado State             |
| 21      | Daequan Cook       | Estats Units         | Philadelphia 76ers (de Denver)         | Ohio State                 |
| 22      | Jared Dudley       | Estats Units         | Charlotte Bobcats (de Toronto)         | Boston College             |
| 23      | Wilson Chandler    | Estats Units         | New York Knicks (de Chicago)           | DePaul                     |
| 24      | Rudy Fernández     | Illes Balears        | Phoenix Suns (de Cleveland)            | Joventut Badalona          |
| 25      | Morris Almond      | Estats Units         | Utah Jazz                              | Rice                       |
| 26      | Aaron Brooks       | Estats Units         | Houston Rockets                        | Oregon                     |
| 27      | Arron Afflalo      | Estats Units         | Detroit Pistons                        | UCLA                       |
| 28      | Tiago Splitter     | Brasil               | San Antonio Spurs                      | TAU Cerámica               |
| 29      | Alando Tucker      | Estats Units         | Phoenix Suns                           | Wisconsin                  |
| 30      | Petteri Koponen    | Finlàndia            | Philadelphia 76ers (de Dallas)         | Tapiolan Honka             |

## Segona Ronda
| Posició | Jugador           | Nacionalitat    | Equip NBA                                   | Universitat/Equip Anterior |
| ------- | ----------------- | --------------- | ------------------------------------------- | -------------------------- |
| 31      | Carl Landry       | Estats Units    | Seattle SuperSonics (de Memphis)            | Purdue                     |
| 32      | Gabe Pruitt       | Estats Units    | Boston Celtics                              | USC                        |
| 33      | Marcus Williams   | Estats Units    | San Antonio Spurs (de Milwaukee)            | Arizona                    |
| 34      | Nick Fazekas      | Estats Units    | Dallas Mavericks (de Atlanta)               | Nevada                     |
| 35      | Glen Davis        | Estats Units    | Seattle SuperSonics (cap a Boston)          | LSU                        |
| 36      | Jermareo Davidson | Estats Units    | Golden State Warriors (de Minnesota)        | Alabama                    |
| 37      | Josh McRoberts    | Estats Units    | Portland Trail Blazers                      | Duke                       |
| 38      | Kyrylo Fesenko    | Ucraïna         | Philadelphia 76ers (de New York)            | SK Cherkassy               |
| 39      | Stanko Barać      | Croàcia         | Miami Heat (cap a Indiana)                  | Široki Brijeg              |
| 40      | Sun Yue           | R.P. de la Xina | Los Angeles Lakers (de Charlotte)           | Beijing Olympians          |
| 41      | Chris Richard     | Estats Units    | Minnesota Timberwolves (de Philadelphia)    | Florida                    |
| 42      | Derrick Byars     | Estats Units    | Portland Trail Blazers (cap a Philadelphia) | Vanderbilt                 |
| 43      | Adam Haluska      | Estats Units    | New Orleans Hornets                         | Iowa                       |
| 44      | Reyshawn Terry    | Estats Units    | Orlando Magic (cap a Dallas)                | North Carolina             |
| 45      | Jared Jordan      | Estats Units    | Los Angeles Clippers                        | Marist                     |
| 46      | Stephane Lasme    | Gabon           | Golden State Warriors (de New Jersey)       | Massachusetts              |
| 47      | Dominic McGuire   | Estats Units    | Washington Wizards                          | Fresno State               |
| 48      | Marc Gasol        | Catalunya       | Los Angeles Lakers                          | Akasvayu Girona            |
| 49      | Aaron Gray        | Estats Units    | Chicago Bulls (de Golden State)             | Pittsburgh                 |
| 50      | Renaldas Seibutis | Lituània        | Dallas Mavericks (de Miami)                 | Maroussi                   |
| 51      | JamesOn Curry     | Estats Units    | Chicago Bulls (de Denver)                   | Oklahoma State             |
| 52      | Taurean Green     | Estats Units    | Portland Trail Blazers (de Toronto)         | Florida                    |
| 53      | Demetris Nichols  | Estats Units    | Portland Trail Blazers (de Chicago)         | Syracuse                   |
| 54      | Brad Newley       | Austràlia       | Houston Rockets (de Cleveland)              | Adelaide 36ers             |
| 55      | Herbert Hill      | Estats Units    | Utah Jazz (cap a Philadelphia)              | Providence                 |
| 56      | Ramon Sessions    | Estats Units    | Milwaukee Bucks (de Houston)                | Nevada                     |
| 57      | Sammy Mejia       | Estats Units    | Detroit Pistons                             | DePaul                     |
| 58      | Giorgos Printezis | Grècia          | San Antonio Spurs (cap a Toronto)           | Olympia Larissa            |
| 59      | D. J. Strawberry  | Estats Units    | Phoenix Suns                                | Maryland                   |
| 60      | Milovan Raković   | Sèrbia          | Dallas Mavericks (cap a Orlando)            | Mega Ishrana               |